# Крестниково (деревня, Владимирская область)
Крестниково — деревня в Ковровском районе Владимирской области России, входит в состав Клязьминского сельского поселения.

## География
Деревня расположена в 18 км на юг от центра поселения села Клязьменский Городок и в 21 км на юго-восток от райцентра города Ковров, в 3 км от посёлка при железнодорожной станции Крестниково. 

## История
В конце XIX — начале XX века деревня входила в состав Осиповской волости Ковровского уезда. В 1859 году в деревне числилось 20 дворов, в 1905 году — 14 дворов, в 1926 году — 11 дворов.
С 1929 года деревня являлась центром Крестниковского сельсовета Ковровского района, с 1954 года — в составе Осиповского сельсовета, с 2005 года — в составе Клязьминского сельского поселения.

## Население
| 1859 | 1905 | 1926 | 2002 | 2010 | 2021 |
| ---- | ---- | ---- | ---- | ---- | ---- |
| 139  | ↘55  | ↗58  | ↘26  | ↘14  | ↗38  |